# Hot Seat
Hot Seat (alternativt Hot Seat with Wally George eller The Wally George Show) var en amerikansk pratshow som leddes av den konservative programledaren Wally George. Pratshowen visades på KDOC-TV på lördagskvällar, där det första avsnittet sändes den 16 juli 1983. Hot Seat var oftast politiskt vinklad, dock med satiriska och humoristiska inslag. George själv kallade sitt program för "strids-TV" och han har sagt att han hämtade inspiration från den amerikanske programledaren Joe Pyne. Det sista avsnittet sändes i juni 2003 och den 5 oktober samma år avled George.